# Ga Solsaem
Ga Solsaem (Tiếng Hàn: 솔샘역, Hanja: 松泉驛) là ga trên Tuyến Ui-Sinseol nằm ở Mia-dong, Gangbuk-gu, Seoul. Nó được khai trương vào ngày 2 tháng 9 năm 2017.

## Lịch sử
- 2 tháng 3 năm 2017: Tên ga được quyết định là Ga Solsaem [4]
- 2 tháng 9 năm 2017: Bắt đầu hoạt động với việc khai trương Tuyến đường sắt nhẹ Seoul Ui Sinseol

## Bố trí ga
| Samyang Sageori ↑     |
| \| N/B                |
| ↓ Bukhansan Bogungmun |

| Hướng Bắc | ● Tuyến Ui-Sinseol | ← Hướng đi Samyang · Hwagye · Nghĩa trang Quốc gia 19 tháng 4 · Bukhansan Ui            |
| Hướng Nam | ● Tuyến Ui-Sinseol | → Hướng đi Bukhansan Bogungmun · Jeongneung · Đại học Nữ sinh Sungshin · Sinseol-dong → |

## Xung quanh nhà ga
- Trường tiểu học Seoul Miyang
- Trường trung học Miyang
- Trường trung học Miyang
- Trường tiểu học Seoul Samgaksan
- Trường trung học cơ sở Samgaksan
- Trung tâm phúc lợi hành chính Samgaksan-dong
- SK Bukhansan City